# Moritz Kleine-Brockhoff
Moritz Kleine-Brockhoff (* 10. Mai 1968 in Essen) ist ein ehemaliger Basketballspieler und Journalist, der seit 2009 für die Friedrich-Naumann-Stiftung für die Freiheit arbeitet.

## Leben
Kleine-Brockhoff spielte als 16-Jähriger für Schalke 04 in der 2. Basketball-Bundesliga, ging 1985 für drei Jahre in die USA (Olympic High School in Washington; 1986–1988: University of Hawaii at Manoa) und spielte nach seiner Rückkehr zehn Jahre lang professionell Basketball in Deutschland, meist bei Bayer Leverkusen (5× Deutscher Meister, 3× Pokalsieger, Europaliga). Für Leverkusen kam er in der Zeit 1988 bis 1994 auf 157 Bundesliga-Einsätze mit einem Mittelwert von 5,5 Punkten je Begegnung. Zwischen 1989 und 1994 bestritt Kleine-Brockhoff 38 Länderspiele für Deutschland und war Spieler bei der erfolgreichen Europameisterschaft 1993.
Kleine-Brockhoff absolvierte danach ein Studium an der Deutschen Sporthochschule Köln und legte dort 1997 sein Diplom zum Thema der Zukunft des Golfs als Breitensport ab.
Im Alter von 29 Jahren beendete Kleine-Brockhoff seine Sportlerkarriere und wurde Journalist. Er volontierte bei der Deutschen Welle in Köln/Berlin und berichtete ab 1999 aus Südostasien (Deutsche Welle, Deutschlandfunk, Die Zeit). 2000 arbeitete Kleine-Brockhoff auf den Philippinen und begann, für die Frankfurter Rundschau zu schreiben. 2001 zog er nach Jakarta und war dort bis 2009 Südostasien-Korrespondent von Frankfurter Rundschau, Stuttgarter Zeitung und Tagesspiegel.
Seit 2009 arbeitet Kleine-Brockhoff für die Friedrich-Naumann-Stiftung für die Freiheit. Er war zunächst mit Sitz Bangkok/Thailand für Myanmar, Malaysia und Kambodscha zuständig. 2012 wechselte Kleine-Brockhoff als Referatsleiter Asien in die Zentrale der Stiftung nach Potsdam. Dort war er zudem für die internationale Menschenrechtsarbeit der Stiftung zuständig. 2013 ging Kleine-Brockhoff für die Naumann-Stiftung nach Jakarta/Indonesien. Seit 2018 leitet er das Regionalbüro Südost- und Ostasien in Bangkok/Thailand.
Sein Bruder ist der Journalist und Außenpolitik-Experte Thomas Kleine-Brockhoff.